# Лагрејнџ (Охајо)
Лагрејнџ (енгл. LaGrange) град је у америчкој савезној држави Охајо.

## Демографија
По попису из 2010. године број становника је 2.103, што је 288 (15,9%) становника више него 2000. године.
| Група             | 2000.         | 2010.         |
| Белци             | 1.753 (96,6%) | 2.005 (95,3%) |
| Афроамериканци    | 13 (0,7%)     | 9 (0,4%)      |
| Азијати           | 3 (0,2%)      | 4 (0,2%)      |
| Хиспаноамериканци | 22 (1,2%)     | 40 (1,9%)     |
| Укупно            | 1.815         | 2.103         |